# NGC 6880
NGC 6880 est une vaste galaxie lenticulaire barrée située dans la constellation du Paon. Sa vitesse par rapport au fond diffus cosmologique est de 4 395 ± 27 km/s, ce qui correspond à une distance de Hubble de 64,8 ± 4,6 Mpc (∼211 millions d'al). NGC 6880 a été découverte par l'astronome britannique John Herschel en 1835.

## Groupe de NGC 6876
Selon A. M. Garcia, NGC 6880 fait partie du groupe de NGC 6876. Ce groupe de galaxies renferme au moins dix membres. Les autres galaxies du groupe sont NGC 6876, NGC 6877, IC 4899, IC 4967, IC 4981, IC 4992, PGC 64439, PGC 64472 et PGC 64474.